# Alloy (Skepticism)
Alloy è il quarto album della band finlandese Skepticism, pubblicato il 9 dicembre 2008 dall'etichetta discografica Red Stream.

## Tracce
CD (Red Stream 199)
1. The Arrival - 6:38
2. March October - 10:30
3. Antimony - 8:46
4. The Curtain - 5:18
5. Pendulum - 9:43
6. Oars in the Dusk - 6:22